# Paradigalla carunculata
El ave del paraíso carunculada (Paradigalla carunculata) es una especie de ave paseriforme de la familia Paradisaeidae endémica el oeste de Nueva Guinea. Es un ave grande, mide unos 37 cm de largo, de color negro con una larga cola aguzada. Es uno de los miembros menos conspicuos de la familia Paradisaeidae, su único adorno es una carúncula facial amarilla, roja y azul en la base de su pico. Ambos sexos son similares, sin embargo la hembra es algo menos vistosa y más pequeña.
Es endémica de las montañas Arfak en la península de Doberai, Papúa Occidental en Indonesia.
La especie está considerada una especie casi amenazada por el UICN. It is listed on Appendix II of CITES.

## Subespecies
- Paradigalla carunculata carunculata
- Paradigalla carunculata intermedia